# Vinamold
Vinamold är ett elastiskt material som bland annat lämpar sig för avgjutningar av föremål med negativa släpp. Vinamold är baserat på vinyl, till skillnad från latex som är en naturprodukt. Vinamold is a silicon/latex based rubber, that when brought to temperatures of around 160° centigrade, melts, causing a mold able material used in casts made from either iron or steel. The molded rubber, when hardened keeps a firm but malleable shape, with an increased melting point of 270° centigrade.